# Sherlock Bonehead
Sherlock Bonehead è un cortometraggio del 1914 diretto da Marshall Neilan e interpretato da John E. Brennan.
Il film venne prodotto dalla Kalem Company e distribuito dalla General Film Company, che lo fece uscire nelle sale statunitensi il 21 agosto 1914.